# Multiplexador

A função básica de um multiplexador é combinar múltiplas entradas num único terminal de dados. No lado da recepção um demultiplexador divide o fluxo único de dados nos sinais múltiplos originais.

Um multiplexador (abreviação: MUX), por vezes denominado pelos anglicismos multiplexer ou multiplex, é um dispositivo que seleciona as informações de duas ou mais fontes de dados num único canal. São utilizados em situações onde o custo de implementação de canais separados para cada fonte de dados é maior que o custo e a inconveniência de utilizar as funções de multiplexação/demultiplexação. Numa analogia física, consideremos o comportamento de viajantes que atravessam uma ponte com largura pequena, para atravessarem, os veículos executarão curvas para que todos passem em fila pela ponte. Ao atingir o fim da ponte eles separam-se em rotas distintas rumo a seus destinos.
Em eletrônica, o multiplexador combina um conjunto de sinais elétricos num único sinal elétrico. Existem diferentes tipos de multiplexadores para circuitos analógicos e digitais. No processo de multiplexação temos técnicas básicas tais como: FDM (Frequency Division Multiplexing), TDM (Time Division Multiplexing), STDM (Statistical TDM), WDM (Wavelength Division Multiplexing) e CDMA (Code Division Multiple Access).
Em processamento de sinais digitais, o multiplexador obtém fluxos de dados distintos e combina-os num único fluxo de dados com uma taxa de transferência mais elevada. Isto permite que múltiplos fluxos de dados sejam transportados de um local para outro através de uma única ligação física, o que reduz os custos.
Na porção receptora da ligação de dados é comum ser necessário um demultiplexador (abrevição: DEMUX) para dividir o fluxo de dados com uma taxa de transferência elevada nos seus respectivos fluxos de dados com taxas de transferências menores. Em alguns casos, o sistema de recepção pode possuir mais funcionalidades que um simples demultiplexador, e apesar de um demultiplexador existir logicamente, ele pode não existir fisicamente. Isto seria típico onde um multiplexador serve um grande número de usuários de uma rede IP e então alimenta um router que imediatamente analisa o conteúdo de todo o fluxo de dados no seu processador de roteamento e então efetua a demultiplexação na memória, de onde os dados serão convertidos diretamente para pacotes de IP.
É comum combinar um multiplexador e um demultiplexador num único equipamento e fazer referência a todo o equipamento como um "multiplexador". Ambas as partes do equipamento são necessárias em ambas as partes de uma ligação de transmissão pois a maioria dos sistemas efetua transmissões bidirecionais, realizando transmissão e recepção.
Um exemplo prático é o criação da telemetria para realizar a transmissão entre o sistema de computação/instrumentação de um satélite ou nave espacial e um sistema na Terra.
No projeto de um circuito analógico, um multiplexador é um tipo de comutador especial que conecta um sinal selecionado de um conjunto de entradas a uma única saída.

## Multiplexadores digitais
No projeto de circuitos digitais, o multiplexador é um dispositivo que possui múltiplos fluxos de dados na entrada e somente um fluxo de dados na saída. Ele envia um sinal de ativo aos terminais de saída baseado nos valores de uma ou mais "entradas de seleção" e numa entrada escolhida. Por exemplo, um multiplexador de duas entradas é uma simples conexão de portas lógicas cuja saída S é tanto a entrada A ou a entrada B dependendo do valor de uma entrada C que seleciona a entrada. A sua equação booleana é:
{\displaystyle S=(A\,\mathbf {and\,not} \,C)\,\mathbf {or} \,(B\,\mathbf {and} \,C)\!}
a qual pode ser expressa como a seguinte tabela verdade:
| {\displaystyle A\,} | {\displaystyle B\,} | {\displaystyle C\,} | {\displaystyle A.{\bar {C}}} | {\displaystyle B.C\,} | {\displaystyle S\,} |
| ------------------- | ------------------- | ------------------- | ---------------------------- | --------------------- | ------------------- |
| 0                   | 0                   | 0                   | 0                            | 0                     | 0                   |
| 0                   | 0                   | 1                   | 0                            | 0                     | 0                   |
| 0                   | 1                   | 0                   | 0                            | 0                     | 0                   |
| 0                   | 1                   | 1                   | 0                            | 1                     | 1                   |
| 1                   | 0                   | 0                   | 1                            | 0                     | 1                   |
| 1                   | 0                   | 1                   | 0                            | 0                     | 0                   |
| 1                   | 1                   | 0                   | 1                            | 0                     | 1                   |
| 1                   | 1                   | 1                   | 0                            | 1                     | 1                   |

Multiplexadores maiores também são comuns.um multiplexador de 8 entradas possui oito entradas de dados e três entradas de selecção. As entradas de dados são numeradas de X0 até X7, e as entradas de seleção são numeradas como S4, S2, e S1. Se S4 e S1 são verdadeiros, e S2 é falso, por exemplo, a saída será igual ao valor da entrada X5. S1 é muitas vezes chamado entrada "mais significativa", com saídas menos significativas à sua direita. A entrada mais à esquerda é a mais significativa do multiplexador. Esta ordem é uma convenção para igualar a ordem padrão de uma tabela da verdade. Existem outros pontos fortes de se usar um multiplexador que se refere ao custo benefício do equipamento projetado.